# Златьєв Сергій Анатолійович
Сергі́й Анато́лійович Зла́тьєв (25 травня 1991, Леніне (тепер — Торосове), Фрунзівський район, Одеська область, Українська РСР — 28 вересня 2014, Донецьк, Україна) — сержант Збройних сил України, командир відділення 79-ї окремої аеромобільної бригади (Миколаїв), псевдо «Чорний». Загинув при обороні Донецького аеропорту під час війни на сході України. Один із «кіборгів».

## Життєпис
Сергій народився 25 травня 1991 року в селі Леніне (тепер — Торосове) Фрунзівського району на Одещині.
В Миколаєві проходив строкову військову службу в аеромобільній бригаді, а після того залишився в Миколаєві для продовження служби за контрактом. У чині сержанта був заступником командира 3-го взводу аеромобільної роти. Армійський позивний Сергія — «Чорний».
З майбутньою дружиною Оксаною Сергій познайомився 2013 року на курсах зі стрибків з парашутом.

### Бойовий шлях
На початку березня 2014 року Сергій у складі свого підрозділу (разом із побратимами Володимиром Лайдьоновим («Єнот») та Олександром Черніковим («Байкал»)), висунулися на кордон із Кримом. Там десантники контролювали нашвидкуруч організовані блокпости біля села Чонгар Генічеського району Херсонської області.
Перший бій Сергія Златьєва відбувся 3 липня, коли разом з іншими підрозділами української армії десантники 79-ї бригади взяли участь у визволенні міста Красний Лиман Донецької області.
10 червня Олександр Черніков і Златьєв під час рейду потрапили в аварію та отримали травми. Десантників евакуювали їх шпиталю в Дніпропетровськ, поставили діагнози: Олександру — травму, перелом хребта та перелом передпліччя, Сергію — струс мозку і пошкодження стегна.
28 вересня 2014 року, під час виїзду на бойові позиції оборони аеропорту «Донецьк», бронетранспортер десантників потрапив під обстріл зі сторони вулиці Путилівська Роща. Згідно зі свідченнями солдата А. М. Бороденка від 13 березня 2015 року щодо обставин бою, тоді відбувалася зміна позиції БТР-80 з нового терміналу аеропорту до старого. За кермом був водій Олександр Завірюха, навідником КПВТ був солдат Ігор Білий, у десанті по правому борту були сержант Сергій Златьєв, лейтенант Олексій Тищик, солдат Юрій Соколачко, по лівому борту на «кукушці» — сам А. Бороденко, посередині — солдат Ігор Швед, ближче до навідника — майор Хардіков. Бойовики стріляли з танка Т-72 прямим наведенням, БТР було підбито за кілька метрів від старого терміналу. Після влучання снаряда в машину, з лівого боку вирвало нижню апарель, а верхня заклинила. Солдат Ігор Швед, майор Хардіков і солдат Бороденко змогли врятуватися, перш ніж бронетранспортер остаточно вибухнув. Разом з Сергієм у БТРі загинули лейтенант Олексій Тищик, старший солдат Денис Білий, солдати Юрій Соколачко, Олександр Пивоваров, Олександр Завірюха, Анатолій Хроненко, капітан Сергій Колодій (93 ОМБр).
По смерті залишилися дружина та двоє дітей, молодшій — донечці — всього 2 місяці.
Упізнання тіла проводилося за кількома експертизами. 25 лютого 2016 року з воїном попрощались на території військової частини у Миколаєві. Похований на Західному кладовищі в місті Одеса.

## Нагороди і вшанування
- Орден «За мужність» III ступеня (27.11.2014, посмертно) — за особисту мужність і героїзм, виявлені у захисті державного суверенітету та територіальної цілісності України, вірність військовій присязі під час російсько-української війни.[3]
- медаль «Захиснику Вітчизни»[4]
- нагрудний знак «За оборону Донецького аеропорту» (посмертно)
- Його портрет розміщений на меморіалі «Стіна пам'яті полеглих за Україну» у Києві: секція 4, ряд 9, місце 24
- Вшановується 28 вересня на щоденному ранковому церемоніалі вшанування українських захисників, які загинули цього дня в різні роки внаслідок російської збройної агресії[5]